# Giuseppe Lascaris di Ventimiglia
Giuseppe Lascaris di Ventimiglia (Casale Monferrato, 7 agosto 1729 – Torino, 28 gennaio 1793) è stato un politico italiano in qualità di Viceré di Sardegna dal 1777 al 1781.

## Biografia

### I primi anni
Il marchese Lascaris fu figlio di Giulio Cesare Lascaris di Ventimiglia, conte di Castellar, e di Anna Isabella Umberto, dei marchesi di Palazzo (istrumento dotale del 27 aprile 1723). La madre appartenne a un lignaggio - inizialmente illegittimo - di casa Savoia, quale pronipote del principe Carlo Emanuele I di Savoia.
Il padre Giulio Cesare fu governatore di Barcelonette, senatore e reggente del Senato di Nizza, presidente del Senato di Casale Monferrato, ministro plenipotenziario in Francia e Spagna, nonché Ministro di Stato agli Esteri del Regno di Sardegna con patenti del 9 agosto 1730.
Il Lascaris di Ventimiglia, fu marchese di Rocchetta del Varo, conte di Ventimiglia, Castellar e Valdandona, barone di Bouyon, Dosfraires, Les Ferres e Conségudes, Gran Ciambellano (8 luglio 1783), Ministro e Primo Segretario per gli Affari Esteri del Regno di Sardegna, Grande di Corona (22 aprile 1773), Cavaliere di Gran Croce dell'Ordine supremo della Santissima Annunziata e dell'Ordine dei Santi Maurizio e Lazzaro, Dottore in Diritto Civile e Canonico (Torino, Dresda, Lipsia), Gentiluomo di Camera onorario e Legato del Re di Sardegna in Sassonia, Hannover, Paesi Bassi e Regno delle Due Sicilie, Direttore della Reale Accademia di Pittura e Scultura di Torino, Protettore della Compagnia di S. Luca (Accademia Albertina), Accademico dell'Arcadia in Roma, mecenate e cultore di musica e letteratura. Il marchese Lascaris ebbe tra i suoi protetti il quindicenne Wolfgang Amadeus Mozart in Torino.

### La nomina a viceré e luogotenente generale di Sardegna
Da Moncalieri, il 6 settembre 1777, il re Vittorio Amedeo III di Savoia, nominava Giuseppe suo rappresentante in Sardegna, motivando la scelta per le qualità politiche e diplomatiche dimostrate dal Lascaris:
(Angius 1857, p. 284.)

#### Lo sviluppo della signoria fondiaria
Il titolo di contea, sulla frazione di Castellar posseduta da Giuseppe, fu concesso il 16 marzo 1772 (i condomini furono Marinetto Lascaris di Ventimiglia, conte di Aspremont e Giovanni Paolo Agostino Lascaris di Ventimiglia conte di Peille).
Fra il 15 giugno e il 18 ottobre 1777 - probabilmente sfruttando anche lo stipendio di circa 100.000 lire piemontesi per i tre anni di viceregno sardo - Giuseppe acquistò da Giovanni Ludovico Bonfiglio il feudo di Rocchetta (autorizzazioni alla vendita del 7 febbraio 1777). Altra porzione della signoria di Rocchetta fu acquistata da Giuseppe, in cambio della baronia di Conségudes, dal capitano Alessandro Giuseppe Raimondo de Saint-Paul  (autorizzazione 4 novembre 1777); l'investitura del feudo e giurisdizione del marchesato di Rocchetta e San Martino del Varo risale al 16 gennaio e 18 febbraio 1778. Il 3 giugno 1778 Maria Giuseppa Ribotti, sposata Cais di Pierlas, e Giovanna Maria Laurenti, minorenne, furono autorizzate a vendere al viceré Lascaris una serie di diritti, molini bannali e privilegi feudali inerenti al marchesato di Rocchetta.

## Matrimonio e figli
Il marchese Giuseppe e la moglie Agnese Teresa Maria Tondut Peyre, dei conti di Costa d'Oneglia, sposatisi il 31 marzo 1772, ebbero i figli:
- Agostino Lascaris di Ventimiglia (16 marzo 1776 - 1838)
- Maria Agnese Costanza (1777 - 1797)
- Luisa Felicita (1781 - ) moglie del marchese Giuseppe Luigi Solaro della Chiusa e di Battifallo.